# Juan Casas Anguila
Juan Casas Anguila (San Feliu de Guixols, Gerona) fue un político español, procurador a Cortes durante el período franquista.

## Biografía
Por sus actividades, fue perseguido durante la Guerra Civil.
Militante falangista catalán, logró evadirse a zona nacional, donde se alistó en la Cuarta División Navarra.
Fue procurador de representación sindical en la I Legislatura de las Cortes Españolas (1943-1946) por los obreros del Sindicato Nacional de Madera y Corcho.